# Nigidius mazoensis
Nigidius mazoensis là một loài bọ cánh cứng trong họ Lucanidae. Loài này được Bomans mô tả khoa học năm 1988.